# Christian Wolff (Pfarrer)
Christian Wolff (* 14. November 1949 in Düsseldorf) ist ein deutscher evangelisch-lutherischer Pfarrer im Ruhestand, zuletzt an der Thomaskirche zu Leipzig, und Autor.

## Leben
Christian Wolff wurde als Sohn des Grafikdesigners Kurt Wolff geboren. Seit 1960 besuchte er das Max-Planck Gymnasiums Düsseldorf. 1968 begann er ein Studium der Evangelischen Theologie an der Kirchlichen Hochschule Wuppertal, das er 1969 an der Ruprecht-Karls-Universität Heidelberg fortsetzte. 1970 trat Wolff der SPD bei und 1973/74 war er AStA-Vorsitzender an der Universität Heidelberg.
Nach dem Vikariat wirkte er in den Jahren 1977 bis 1992 als Pfarrer in der Unionskirche in Mannheim. Von 1992 bis zu seinem Ruhestand im Jahr 2014 war er Pfarrer an der Thomaskirche zu Leipzig, 1998 wurde er dort erster Pfarrer und Pfarramtsleiter.
Er ist Vorsitzender der Stiftung Chorherren zu St. Thomae und stand von 2004 bis 2016 dem forum thomanum Leipzig e. V. vor. Jetzt (Stand 2024) ist er Vorsitzender des Kuratoriums des forum thomanum. Bis 2009 war er Kuratoriumsmitglied des Fördervereins Synagoge und Begegnungszentrum Leipzig e. V., bis 2016 Direktoriumsmitglied der Neuen Bachgesellschaft e. V. und bis 2014 Vorstandsmitglied des Vereins Thomaskirche-Bach 2000 e. V.
Wolff war im Jahr 2014 Initiator von Willkommen in Leipzig – eine weltoffene Stadt der Vielfalt, die sich gegen Legida starkmacht. Seit seinem Ruhestand ist er auch als Berater für Kirche, Politik und Kultur tätig und betreibt einen Blog.
Wolff ist zweifach verwitwet.

## Veröffentlichungen
- Motette. Musik in Worten. Mit einem Geleitwort von Georg Christoph Biller. Evangelische Verlagsanstalt, Leipzig 2000, ISBN 3-374-01835-1 (Predigtsammlung).
- Die Thomaskanzel. Orientierung zwischen Zweifel und Gewissheit. 2. Aufl. Evangelische Verlagsanstalt, Leipzig 2004, ISBN 3-374-02122-0 (Predigtsammlung).
- (als Hrsg. und Mitautor): Die Thomaskirche zu Leipzig. Ort des Glaubens, des Geistes und der Musik. 2., verbesserte Auflage. Evangelische Verlagsanstalt, Leipzig 2010, ISBN 978-3-374-02169-7 (Kirchenführer; urn:nbn:de:101:1-2014112915357 für die 1. Auflage. 2004).
  - (als Hrsg. und Mitautor): St. Thomas Church in Leipzig. A Place of Faith, Spirit, and Music. Evangelische Verlagsanstalt, Leipzig 2004, ISBN 3-374-02190-5.
- (als Hrsg.): Die Orgeln der Thomaskirche zu Leipzig. Evangelische Verlagsanstalt, Leipzig 2005, ISBN 3-374-02300-2.
- Osterweiterung. Leben im neuen Deutschland. Evangelische Verlagsanstalt, Leipzig 2012, ISBN 978-3-374-03009-5 (Autobiographie 1989–2011).